# Battaglia di Niš (1689)
La battaglia di Niš fu combattuta il 24 settembre 1689, nei pressi della città di Niš nella Serbia meridionale, tra le forze dell'Impero ottomano e le forze del Sacro Romano Impero come parte della Grande guerra turca.
Il comandante austriaco, Luigi Guglielmo di Baden-Baden sconfisse le forze ottomane e conquistò la città. Quando Luigi Guglielmo seppe che non c'erano posizioni di difesa ottomane su Vinik, ordinò all'ufficiale militare Nestorović di attaccarle. Nestorović riuscì a scavalcare l'ala destra delle forze ottomane e con questa manovra risolse la battaglia a favore degli austriaci. Per tale risultato, dopo questa battaglia, Nestorović fu promosso al grado di tenente.
Dopo la battaglia Ludovico lasciò il tenente generale Piccolomini al comando del Sangiaccato di Niš e marciò su Vidin, dove attaccò la guarnigione ottomana il 14 ottobre che capitolò il 19 ottobre. Piccolomini condusse una campagna in profondità in Macedonia. Gli ottomani ripresero Niš nel settembre successivo dopo che gli austriaci abbandonarono la città.